# Паросля-Пніскі
Паросля-Пніскі (пол. Parośla-Pniski) — село в Польщі, у гміні Славатичі Більського повіту Люблінського воєводства.

## Історія
За даними етнографічної експедиції 1869—1870 років під керівництвом Павла Чубинського, у селі Пніска проживали лише греко-католики, які розмовляли українською мовою.
За німецьким переписом 1940 року, у селі Паросля мешкало 90 осіб, з яких 86 українців, 3 поляки і 1 «русин», а в Пніски проживало 43 осіб, усі українці.
У 1975—1998 роках село належало до Білопідляського воєводства.